# VAMPIRE 〜誘惑のBlood〜/ヤッターマンの歌
「VAMPIRE ～誘惑のBlood～/ヤッターマンの歌」（ヴァンパイア ～ゆうわくのブラッド～/ヤッターマンのうた）は、高見沢俊彦の3作目のシングル。

## 解説
「月姫」から1年1か月ぶりとなるシングルは自身初のダブルAサイドシングルかつダブルタイアップとなっており、前作に続きカップリング曲・ジャケット写真の異なる3パターンが発売されている。

## 収録曲
作詞・作曲・編曲：高見沢俊彦（特記以外）

### パターンA（規格品番・TOCT-45015）
1. VAMPIRE ～誘惑のBlood～
  - 編曲：高見沢俊彦 with 本田優一郎
  - マーベラスエンターテイメント・PSP用ゲーム「勇者30」テーマソング
2. ヤッターマンの歌
  - 作詞：若林一郎　補作詞・作曲：山本正之　
  - 読売テレビ・日本テレビ系列テレビアニメ『ヤッターマン』第5期（第36話 - 第59話）オープニングテーマ
  - 松竹配給映画『劇場版 ヤッターマン 新ヤッターメカ大集合! オモチャの国で大決戦だコロン!』のオープニング主題歌にもなっており、こちらはリミックス・ヴァージョンとして使用されている[1]。
3. へびめたバケーション! ～筋トレ編
  - 編曲：高見沢俊彦 with 本田優一郎
4. VAMPIRE ～誘惑のBlood～ （Instrumental）
5. ヤッターマンの歌 （Instrumental）

### パターンB（規格品番・TOCT-45016）
1. VAMPIRE ～誘惑のBlood～
2. ヤッターマンの歌
3. 真赤なウソ
  - 編曲：高見沢俊彦 with 本田優一郎
  - 1987年に明石家さんまに提供した楽曲のセルフカバー曲。上記の「ヤッターマンの歌」同様、アップテンポかつハードなメタル風のアレンジが施されている。
4. VAMPIRE ～誘惑のBlood～ （Instrumental）
5. ヤッターマンの歌 （Instrumental）

### パターンC（規格品番・TOCT-45017）
1. VAMPIRE ～誘惑のBlood～
2. ヤッターマンの歌
3. 悲劇受胎2009
  - 編曲：高見沢俊彦 with 本田優一郎
  - 1995年発表のTHE ALFEEアルバム『夢幻の果てに』収録曲のセルフカバー曲
4. VAMPIRE ～誘惑のBlood～ （Instrumental）
5. ヤッターマンの歌 （Instrumental）